# Lijst van interlands Israëlisch voetbalelftal 2020-2029
Deze pagina toont een chronologisch en gedetailleerd overzicht van de interlands die het Israëlisch voetbalelftal speelt en heeft gespeeld in de periode 2020 – 2029.

## Interlands

### 2020
|                                                                                     |                          |       |                 |                                                                           |
| 4 september UEFA Nations League Groep B2 № 506 «onderlinge duels» 19:45 uur (UTC+1) | Schotland                | 1 – 1 | Israël          | Hampden Park, Glasgow Toeschouwers: 0 Scheidsrechter: Slavko Vinčić (SVN) |
| 4 september UEFA Nations League Groep B2 № 506 «onderlinge duels» 19:45 uur (UTC+1) | Ryan Christie 45' (pen.) |       | 73' Eran Zahavi | Hampden Park, Glasgow Toeschouwers: 0 Scheidsrechter: Slavko Vinčić (SVN) |

|                                                                                     |                    |       |                  |                                                                                |
| 7 september UEFA Nations League Groep B2 № 507 «onderlinge duels» 21:45 uur (UTC+3) | Israël             | 1 – 1 | Slowakije        | Netanjastadion, Netanja Toeschouwers: 0 Scheidsrechter: Nikola Dabanović (MNE) |
| 7 september UEFA Nations League Groep B2 № 507 «onderlinge duels» 21:45 uur (UTC+3) | Ilay Elmkies 90+1' |       | 14' Michal Ďuriš | Netanjastadion, Netanja Toeschouwers: 0 Scheidsrechter: Nikola Dabanović (MNE) |

|                                                                               |                                                                             |              |                                                        |                                                                            |
| 8 oktober EK-kwalificatie Play-off № 508 «onderlinge duels» 19:45 uur (UTC+1) | Schotland                                                                   | 0 – 0 (n.v.) | Israël                                                 | Hampden Park, Glasgow Toeschouwers: 0 Scheidsrechter: Ovidiu Haţegan (ROU) |
| 8 oktober EK-kwalificatie Play-off № 508 «onderlinge duels» 19:45 uur (UTC+1) |                                                                             |              |                                                        | Hampden Park, Glasgow Toeschouwers: 0 Scheidsrechter: Ovidiu Haţegan (ROU) |
| 8 oktober EK-kwalificatie Play-off № 508 «onderlinge duels» 19:45 uur (UTC+1) | Strafschoppen                                                               |              |                                                        | Hampden Park, Glasgow Toeschouwers: 0 Scheidsrechter: Ovidiu Haţegan (ROU) |
| 8 oktober EK-kwalificatie Play-off № 508 «onderlinge duels» 19:45 uur (UTC+1) | John McGinn Callum McGregor Scott McTominay Lawrence Shankland Kenny McLean | 5 – 3        | Eran Zahavi Nir Bitton Shon Weissman Mohammad Abu Fani | Hampden Park, Glasgow Toeschouwers: 0 Scheidsrechter: Ovidiu Haţegan (ROU) |

|                                                                                    |                 |       |                                           |                                                                              |
| 11 oktober UEFA Nations League Groep B2 № 509 «onderlinge duels» 21:45 uur (UTC+3) | Israël          | 1 – 2 | Tsjechië                                  | Sammy Oferstadion, Haifa Toeschouwers: 0 Scheidsrechter: Tiago Martins (POR) |
| 11 oktober UEFA Nations League Groep B2 № 509 «onderlinge duels» 21:45 uur (UTC+3) | Eran Zahavi 56' |       | 14' (e.d.) Joel Abu Hanna 48' Matěj Vydra | Sammy Oferstadion, Haifa Toeschouwers: 0 Scheidsrechter: Tiago Martins (POR) |

|                                                                                    |                                 |       |                                                 |                                                                                               |
| 14 oktober UEFA Nations League Groep B2 № 510 «onderlinge duels» 20:45 uur (UTC+2) | Slowakije                       | 2 – 3 | Israël                                          | Štadión Antona Malatinského, Trnava Toeschouwers: 0 Scheidsrechter: Alejandro Hernández (ESP) |
| 14 oktober UEFA Nations League Groep B2 № 510 «onderlinge duels» 20:45 uur (UTC+2) | Marek Hamšík 16' Róbert Mak 38' |       | 68' Eran Zahavi 76' Eran Zahavi 89' Eran Zahavi | Štadión Antona Malatinského, Trnava Toeschouwers: 0 Scheidsrechter: Alejandro Hernández (ESP) |

|                                                                                     |                    |       |        |                                                                                   |
| 15 november UEFA Nations League Groep B2 № 511 «onderlinge duels» 20:45 uur (UTC+1) | Tsjechië           | 1 – 0 | Israël | Stadion města Plzně, Pilsen Toeschouwers: 0 Scheidsrechter: Srđan Jovanović (SRB) |
| 15 november UEFA Nations League Groep B2 № 511 «onderlinge duels» 20:45 uur (UTC+1) | Vladimír Darida 7' |       |        | Stadion města Plzně, Pilsen Toeschouwers: 0 Scheidsrechter: Srđan Jovanović (SRB) |

|                                                                                     |                   |       |           |                                                                                |
| 18 november UEFA Nations League Groep B2 № 512 «onderlinge duels» 21:45 uur (UTC+2) | Israël            | 1 – 0 | Schotland | Netanjastadion, Netanja Toeschouwers: 0 Scheidsrechter: Paweł Raczkowski (POL) |
| 18 november UEFA Nations League Groep B2 № 512 «onderlinge duels» 21:45 uur (UTC+2) | Manor Solomon 44' |       |           | Netanjastadion, Netanja Toeschouwers: 0 Scheidsrechter: Paweł Raczkowski (POL) |

### 2021
|                                                                             |        |                                       |            |                                                                                    |
| 25 maart WK-kwalificatie Groep F № 513 «onderlinge duels» 19:00 uur (UTC+2) | Israël | 0 – 2                                 | Denemarken | Bloomfieldstadion, Tel Aviv Toeschouwers: 5.000 Scheidsrechter: Craig Pawson (ENG) |
| 25 maart WK-kwalificatie Groep F № 513 «onderlinge duels» 19:00 uur (UTC+2) |        | 13' Martin Braithwaite 67' Jonas Wind |            | Bloomfieldstadion, Tel Aviv Toeschouwers: 5.000 Scheidsrechter: Craig Pawson (ENG) |

|                                                                             |                |       |                 |                                                                                     |
| 28 maart WK-kwalificatie Groep F № 514 «onderlinge duels» 21:45 uur (UTC+3) | Israël         | 1 – 1 | Schotland       | Bloomfieldstadion, Tel Aviv Toeschouwers: 5.000 Scheidsrechter: Deniz Aytekin (GER) |
| 28 maart WK-kwalificatie Groep F № 514 «onderlinge duels» 21:45 uur (UTC+3) | Dor Peretz 44' |       | 56' Ryan Fraser | Bloomfieldstadion, Tel Aviv Toeschouwers: 5.000 Scheidsrechter: Deniz Aytekin (GER) |

|                                                                             |                  |       |                                                                         |                                                                             |
| 31 maart WK-kwalificatie Groep F № 515 «onderlinge duels» 21:45 uur (UTC+3) | Moldavië         | 1 – 4 | Israël                                                                  | Zimbrustadion, Chisinau Toeschouwers: 0 Scheidsrechter: Bojan Pandžić (SWE) |
| 31 maart WK-kwalificatie Groep F № 515 «onderlinge duels» 21:45 uur (UTC+3) | Cătălin Carp 29' |       | 45+2' Eran Zahavi 57' Manor Solomon 64' Moanes Dabour 66' Bibras Natkho | Zimbrustadion, Chisinau Toeschouwers: 0 Scheidsrechter: Bojan Pandžić (SWE) |

|                                                                     |                          |       |                                                    |                                                                                    |
| 5 juni Vriendschappelijk № 516 «onderlinge duels» 20:45 uur (UTC+2) | Montenegro               | 1 – 3 | Israël                                             | Pod Goricomstadion, Podgorica Toeschouwers: 860 Scheidsrechter: Irfan Peljto (BIH) |
| 5 juni Vriendschappelijk № 516 «onderlinge duels» 20:45 uur (UTC+2) | Fatos Bećiraj 81' (pen.) |       | 67' Eran Zahavi 69' Manor Solomon 90+1' Gadi Kinda | Pod Goricomstadion, Podgorica Toeschouwers: 860 Scheidsrechter: Irfan Peljto (BIH) |

|                                                                     |                                                                                  |       |        |                                                                                       |
| 9 juni Vriendschappelijk № 517 «onderlinge duels» 19:45 uur (UTC+1) | Portugal                                                                         | 4 – 0 | Israël | Estádio José Alvalade, Lissabon Toeschouwers: 0 Scheidsrechter: Jérémie Pignard (FRA) |
| 9 juni Vriendschappelijk № 517 «onderlinge duels» 19:45 uur (UTC+1) | Bruno Fernandes 42' Cristiano Ronaldo 44' João Cancelo 86' Bruno Fernandes 90+1' |       |        | Estádio José Alvalade, Lissabon Toeschouwers: 0 Scheidsrechter: Jérémie Pignard (FRA) |

|                                                                                |         |                                                                     |        | |
| 1 september WK-kwalificatie Groep F № 518 «onderlinge duels» 19:45 uur (UTC+1) | Faeröer | 0 – 4                                                               | Israël | Tórsvøllur, Tórshavn Toeschouwers: 2.666 Scheidsrechter: Dennis Higler (NED) Video-assistent: Jochem Kamphuis (NED) |
| 1 september WK-kwalificatie Groep F № 518 «onderlinge duels» 19:45 uur (UTC+1) |         | 12' Eran Zahavi 44' Eran Zahavi 52' Moanes Dabour 90+2' Eran Zahavi |        | Tórsvøllur, Tórshavn Toeschouwers: 2.666 Scheidsrechter: Dennis Higler (NED) Video-assistent: Jochem Kamphuis (NED) |

|                                                                                |                                                                                      |       |                                                | |
| 4 september WK-kwalificatie Groep F № 519 «onderlinge duels» 21:45 uur (UTC+3) | Israël                                                                               | 5 – 2 | Oostenrijk                                     | Sammy Oferstadion, Haifa Toeschouwers: 13.550 Scheidsrechter: Felix Zwayer (GER) Video-assistent: Sascha Stegemann (GER) |
| 4 september WK-kwalificatie Groep F № 519 «onderlinge duels» 21:45 uur (UTC+3) | Manor Solomon 5' Moanes Dabour 20' Eran Zahavi 33' Shon Weissman 59' Eran Zahavi 90' |       | 42' Christoph Baumgartner 55' Marko Arnautović | Sammy Oferstadion, Haifa Toeschouwers: 13.550 Scheidsrechter: Felix Zwayer (GER) Video-assistent: Sascha Stegemann (GER) |

|                                                                                | |       |        | |
| 7 september WK-kwalificatie Groep F № 520 «onderlinge duels» 20:45 uur (UTC+2) | Denemarken                                                                                          | 5 – 0 | Israël | Parken, Kopenhagen Toeschouwers: 35.158 Scheidsrechter: Tobias Stieler (GER) Video-assistent: Sascha Stegemann (GER) |
| 7 september WK-kwalificatie Groep F № 520 «onderlinge duels» 20:45 uur (UTC+2) | Yussuf Poulsen 28' Simon Kjær 31' Andreas Skov Olsen 41' Thomas Delaney 58' Andreas Cornelius 90+1' |       |        | Parken, Kopenhagen Toeschouwers: 35.158 Scheidsrechter: Tobias Stieler (GER) Video-assistent: Sascha Stegemann (GER) |

|                                                                              |                                                        |       |                                  | |
| 9 oktober WK-kwalificatie Groep F № 521 «onderlinge duels» 17:00 uur (UTC+1) | Schotland                                              | 3 – 2 | Israël                           | Hampden Park, Glasgow Toeschouwers: 50.585 Scheidsrechter: Szymon Marciniak (POL) Video-assistent: Tomasz Kwiatkowski (POL) |
| 9 oktober WK-kwalificatie Groep F № 521 «onderlinge duels» 17:00 uur (UTC+1) | John McGinn 30' Lyndon Dykes 57' Scott McTominay 90+4' |       | 5' Eran Zahavi 32' Moanes Dabour | Hampden Park, Glasgow Toeschouwers: 50.585 Scheidsrechter: Szymon Marciniak (POL) Video-assistent: Tomasz Kwiatkowski (POL) |

|                                                                               |                                   |       |                      | |
| 12 oktober WK-kwalificatie Groep F № 522 «onderlinge duels» 21:45 uur (UTC+3) | Israël                            | 2 – 1 | Moldavië             | Turnerstadion, Beër Sjeva Toeschouwers: 9.000 Scheidsrechter: Andris Treimanis (LVA) Video-assistent: Harm Osmers (GER) |
| 12 oktober WK-kwalificatie Groep F № 522 «onderlinge duels» 21:45 uur (UTC+3) | Eran Zahavi 28' Moanes Dabour 49' |       | 90+4' Ion Nicolăescu | Turnerstadion, Beër Sjeva Toeschouwers: 9.000 Scheidsrechter: Andris Treimanis (LVA) Video-assistent: Harm Osmers (GER) |

|                                                                                |                                                                                   |       |                               | |
| 12 november WK-kwalificatie Groep F № 523 «onderlinge duels» 20:45 uur (UTC+1) | Oostenrijk                                                                        | 4 – 2 | Israël                        | Wörtherseestadion, Klagenfurt Toeschouwers: 4.300 Scheidsrechter: Ovidiu Haţegan (ROU) Video-assistent: Massimiliano Irrati (ITA) |
| 12 november WK-kwalificatie Groep F № 523 «onderlinge duels» 20:45 uur (UTC+1) | Marko Arnautović 51' (pen.) Louis Schaub 62' Louis Schaub 72' Marcel Sabitzer 84' |       | 33' Nir Bitton 59' Dor Peretz | Wörtherseestadion, Klagenfurt Toeschouwers: 4.300 Scheidsrechter: Ovidiu Haţegan (ROU) Video-assistent: Massimiliano Irrati (ITA) |

|                                                                                |                                                           |       |                                       | |
| 15 november WK-kwalificatie Groep F № 524 «onderlinge duels» 21:45 uur (UTC+2) | Israël                                                    | 3 – 2 | Faeröer                               | Netanjastadion, Netanja Toeschouwers: 6.800 Scheidsrechter: Jérôme Brisard (FRA) Video-assistent: Stéphanie Frappart (FRA) |
| 15 november WK-kwalificatie Groep F № 524 «onderlinge duels» 21:45 uur (UTC+2) | Moanes Dabour 30' (pen.) Shon Weissman 58' Dor Peretz 74' |       | 62' Sølvi Vatnhamar 72' Klæmint Olsen | Netanjastadion, Netanja Toeschouwers: 6.800 Scheidsrechter: Jérôme Brisard (FRA) Video-assistent: Stéphanie Frappart (FRA) |

### 2022
|                                                                       |                                   |       |        |                                                                                     |
| 26 maart Vriendschappelijk № 525 «onderlinge duels» 20:45 uur (UTC+1) | Duitsland                         | 2 – 0 | Israël | PreZero Arena, Sinsheim Toeschouwers: 25.600 Scheidsrechter: Maurizio Mariani (ITA) |
| 26 maart Vriendschappelijk № 525 «onderlinge duels» 20:45 uur (UTC+1) | Kai Havertz 36' Timo Werner 45+1' |       |        | PreZero Arena, Sinsheim Toeschouwers: 25.600 Scheidsrechter: Maurizio Mariani (ITA) |

|                                                                       |                                     |       |                                       |                                                                                    |
| 29 maart Vriendschappelijk № 526 «onderlinge duels» 20:45 uur (UTC+3) | Israël                              | 2 – 2 | Roemenië                              | Netanjastadion, Netanja Toeschouwers: 6.970 Scheidsrechter: Daniel Stefański (POL) |
| 29 maart Vriendschappelijk № 526 «onderlinge duels» 20:45 uur (UTC+3) | Moanes Dabour 57' Moanes Dabour 85' |       | 10' Alexandru Cicâldău 23' Dennis Man | Netanjastadion, Netanja Toeschouwers: 6.970 Scheidsrechter: Daniel Stefański (POL) |

|                                                                                |                                  |       |                                                | |
| 2 juni UEFA Nations League Groep B2 № 527 «onderlinge duels» 21:45 uur (UTC+3) | Israël                           | 2 – 2 | IJsland                                        | Sammy Oferstadion, Haifa Toeschouwers: 13.150 Scheidsrechter: Andris Treimanis (LVA) Video-assistent: Jeroen Manschot (NED) |
| 2 juni UEFA Nations League Groep B2 № 527 «onderlinge duels» 21:45 uur (UTC+3) | Liel Abada 25' Shon Weissman 84' |       | 42' Þórir Jóhann Helgason 53' Arnór Sigurðsson | Sammy Oferstadion, Haifa Toeschouwers: 13.150 Scheidsrechter: Andris Treimanis (LVA) Video-assistent: Jeroen Manschot (NED) |

|                                               |        |             |         |                          |
| 6 juni UEFA Nations League «onderlinge duels» | Israël | Geannuleerd | Rusland | Sammy Oferstadion, Haifa |
| 6 juni UEFA Nations League «onderlinge duels» |        |             |         | Sammy Oferstadion, Haifa |

|                                                                                 |                            |       |                                     | |
| 10 juni UEFA Nations League Groep B2 № 528 «onderlinge duels» 20:45 uur (UTC+2) | Albanië                    | 1 – 2 | Israël                              | Air Albaniastadion, Tirana Toeschouwers: 18.100 Scheidsrechter: Tiago Martins (POR) Video-assistent: João Pinheiro (POR) |
| 10 juni UEFA Nations League Groep B2 № 528 «onderlinge duels» 20:45 uur (UTC+2) | Armando Broja 45+3' (pen.) |       | 57' Manor Solomon 73' Manor Solomon | Air Albaniastadion, Tirana Toeschouwers: 18.100 Scheidsrechter: Tiago Martins (POR) Video-assistent: João Pinheiro (POR) |

|                                                                               |                                               |       |                                             | |
| 13 juni UEFA Nations League Groep B2 № 529 «onderlinge duels» 18:45 uur (UTC) | IJsland                                       | 2 – 2 | Israël                                      | Laugardalsvöllur, Reykjavik Toeschouwers: 2.778 Scheidsrechter: Duje Strukan (CRO) Video-assistent: Novak Simović (SRB) |
| 13 juni UEFA Nations League Groep B2 № 529 «onderlinge duels» 18:45 uur (UTC) | Jón Þorsteinsson 9' Þórir Jóhann Helgason 60' |       | 35' (e.d.) Daníel Grétarsson 67' Dor Peretz | Laugardalsvöllur, Reykjavik Toeschouwers: 2.778 Scheidsrechter: Duje Strukan (CRO) Video-assistent: Novak Simović (SRB) |

|                                                                                      |                                    |       |                 | |
| 24 september UEFA Nations League Groep B2 № 530 «onderlinge duels» 21:45 uur (UTC+3) | Israël                             | 2 – 1 | Albanië         | Bloomfieldstadion, Tel Aviv Toeschouwers: 29.200 Scheidsrechter: Donatas Rumšas (LTU) Video-assistent: José Munuera Montero (ESP) |
| 24 september UEFA Nations League Groep B2 № 530 «onderlinge duels» 21:45 uur (UTC+3) | Shon Weissman 46' Tai Baribo 90+2' |       | 88' Myrto Uzuni | Bloomfieldstadion, Tel Aviv Toeschouwers: 29.200 Scheidsrechter: Donatas Rumšas (LTU) Video-assistent: José Munuera Montero (ESP) |

|                                                     |         |             |        |  |
| 27 september UEFA Nations League «onderlinge duels» | Rusland | Geannuleerd | Israël |  |
| 27 september UEFA Nations League «onderlinge duels» |         |             |        |  |

|                                                                           |                                        |       |                          |                                                                                    |
| 27 september Vriendschappelijk № 531 «onderlinge duels» 21:00 uur (UTC+2) | Malta                                  | 2 – 1 | Israël                   | Ta' Qalistadion, Ta' Qali Toeschouwers: onb. Scheidsrechter: Eldorjan Hamiti (ALB) |
| 27 september Vriendschappelijk № 531 «onderlinge duels» 21:00 uur (UTC+2) | Alex Satariano 84' Ferdinando Apap 87' |       | 32' (pen.) Bibras Natkho | Ta' Qalistadion, Ta' Qali Toeschouwers: onb. Scheidsrechter: Eldorjan Hamiti (ALB) |

|                                                                          |                                                                             |       |                                   |                                                                                         |
| 17 november Vriendschappelijk № 532 «onderlinge duels» 20:30 uur (UTC+2) | Israël                                                                      | 4 – 2 | Zambia                            | HaMoshavastadion, Petach Tikwa Toeschouwers: 5.243 Scheidsrechter: Arda Kardeşler (TUR) |
| 17 november Vriendschappelijk № 532 «onderlinge duels» 20:30 uur (UTC+2) | Tai Baribo 21' Dean David 24' Emmanuel Banda 89' (e.d.) Itamar Shviro 90+2' |       | 55' Kings Kangwa 66' Rally Bwalya | HaMoshavastadion, Petach Tikwa Toeschouwers: 5.243 Scheidsrechter: Arda Kardeşler (TUR) |

|                                                                          |                                 |       |                                                                     |                                                                                         |
| 20 november Vriendschappelijk № 533 «onderlinge duels» 18:30 uur (UTC+2) | Israël                          | 2 – 3 | Cyprus                                                              | HaMoshavastadion, Petach Tikwa Toeschouwers: 8.000 Scheidsrechter: Arda Kardeşler (TUR) |
| 20 november Vriendschappelijk № 533 «onderlinge duels» 18:30 uur (UTC+2) | Oscar Gloukh 66' Tai Baribo 67' |       | 2' Charalampos Charalampous 24' Ioannis Pittas 82' Michalis Ioannou | HaMoshavastadion, Petach Tikwa Toeschouwers: 8.000 Scheidsrechter: Arda Kardeşler (TUR) |

### 2023
|                                                                             |                |       |                     | |
| 25 maart EK-kwalificatie Groep I № 534 «onderlinge duels» 19:00 uur (UTC+2) | Israël         | 1 – 1 | Kosovo              | Bloomfieldstadion, Tel Aviv Toeschouwers: 28.935 Scheidsrechter: William Collum (SCO) Video-assistent: Chris Kavanagh (ENG) |
| 25 maart EK-kwalificatie Groep I № 534 «onderlinge duels» 19:00 uur (UTC+2) | Dor Peretz 56' |       | 36' (e.d.) Eli Dasa | Bloomfieldstadion, Tel Aviv Toeschouwers: 28.935 Scheidsrechter: William Collum (SCO) Video-assistent: Chris Kavanagh (ENG) |

|                                                                             |                                                     |       |        | |
| 28 maart EK-kwalificatie Groep I № 535 «onderlinge duels» 20:45 uur (UTC+2) | Zwitserland                                         | 3 – 0 | Israël | Stade de Genève, Lancy Toeschouwers: 14.819 Scheidsrechter: Nikola Dabanović (MNE) Video-assistent: Maurizio Mariani (ITA) |
| 28 maart EK-kwalificatie Groep I № 535 «onderlinge duels» 20:45 uur (UTC+2) | Ruben Vargas 39' Zeki Amdouni 48' Silvan Widmer 52' |       |        | Stade de Genève, Lancy Toeschouwers: 14.819 Scheidsrechter: Nikola Dabanović (MNE) Video-assistent: Maurizio Mariani (ITA) |

|                                                                            |               |       |                                             | |
| 16 juni EK-kwalificatie Groep I № 536 «onderlinge duels» 20:45 uur (UTC+2) | Wit-Rusland   | 1 – 2 | Israël                                      | Szusza Ferencstadion, Boedapest (Hongarije) Toeschouwers: 0 Scheidsrechter: Jarred Gillett (ENG) Video-assistent: Darren England (ENG) |
| 16 juni EK-kwalificatie Groep I № 536 «onderlinge duels» 20:45 uur (UTC+2) | Max Ebong 16' |       | 85' (pen.) Shon Weissman 90+2' Oscar Gloukh | Szusza Ferencstadion, Boedapest (Hongarije) Toeschouwers: 0 Scheidsrechter: Jarred Gillett (ENG) Video-assistent: Darren England (ENG) |

|                                                                            |                                  |       |                  | |
| 19 juni EK-kwalificatie Groep I № 537 «onderlinge duels» 21:45 uur (UTC+3) | Israël                           | 2 – 1 | Andorra          | Teddystadion, Jeruzalem Toeschouwers: 13.300 Scheidsrechter: Dragomir Draganov (BUL) Video-assistent: Michael Fabbri (ITA) |
| 19 juni EK-kwalificatie Groep I № 537 «onderlinge duels» 21:45 uur (UTC+3) | Raz Shlomo 42' Manor Solomon 61' |       | 52' Albert Rosas | Teddystadion, Jeruzalem Toeschouwers: 13.300 Scheidsrechter: Dragomir Draganov (BUL) Video-assistent: Michael Fabbri (ITA) |

|                                                                                |                  |       |                  | |
| 9 september EK-kwalificatie Groep I № 538 «onderlinge duels» 21:45 uur (UTC+3) | Roemenië         | 1 – 1 | Israël           | Arena Națională, Boekarest Toeschouwers: 49.193 Scheidsrechter: Slavko Vinčić (SVN) Video-assistent: Nejc Kajtazović (SVN) |
| 9 september EK-kwalificatie Groep I № 538 «onderlinge duels» 21:45 uur (UTC+3) | Denis Alibec 27' |       | 53' Oscar Gloukh | Arena Națională, Boekarest Toeschouwers: 49.193 Scheidsrechter: Slavko Vinčić (SVN) Video-assistent: Nejc Kajtazović (SVN) |

|                                                                                 |                        |       |             | |
| 12 september EK-kwalificatie Groep I № 539 «onderlinge duels» 21:45 uur (UTC+3) | Israël                 | 1 – 0 | Wit-Rusland | Bloomfieldstadion, Tel Aviv Toeschouwers: 25.000 Scheidsrechter: Ricardo de Burgos Bengoetxea (ESP) Video-assistent: Juan Martínez Munuera (ESP) |
| 12 september EK-kwalificatie Groep I № 539 «onderlinge duels» 21:45 uur (UTC+3) | Gabi Kanichowsky 90+3' |       |             | Bloomfieldstadion, Tel Aviv Toeschouwers: 25.000 Scheidsrechter: Ricardo de Burgos Bengoetxea (ESP) Video-assistent: Juan Martínez Munuera (ESP) |

|                                                                                |                   |       |        | |
| 12 november EK-kwalificatie Groep I № 540 «onderlinge duels» 20:45 uur (UTC+1) | Kosovo            | 1 – 0 | Israël | Fadil Vokrristadion, Pristina Toeschouwers: 5.245 Scheidsrechter: Ivan Kružliak (SVK) Video-assistent: Sören Storks (GER) |
| 12 november EK-kwalificatie Groep I № 540 «onderlinge duels» 20:45 uur (UTC+1) | Milot Rashica 41' |       |        | Fadil Vokrristadion, Pristina Toeschouwers: 5.245 Scheidsrechter: Ivan Kružliak (SVK) Video-assistent: Sören Storks (GER) |

|                                                                                |                   |       |                  | |
| 15 november EK-kwalificatie Groep I № 541 «onderlinge duels» 20:45 uur (UTC+1) | Israël            | 1 – 1 | Zwitserland      | Pancho Arena, Felcsút (Hongarije) Toeschouwers: 2.024 Scheidsrechter: Anthony Taylor (ENG) Video-assistent: Stuart Attwell (ENG) |
| 15 november EK-kwalificatie Groep I № 541 «onderlinge duels» 20:45 uur (UTC+1) | Shon Weissman 88' |       | 36' Ruben Vargas | Pancho Arena, Felcsút (Hongarije) Toeschouwers: 2.024 Scheidsrechter: Anthony Taylor (ENG) Video-assistent: Stuart Attwell (ENG) |

|                                                                                |                |       |                                  | |
| 18 november EK-kwalificatie Groep I № 542 «onderlinge duels» 20:45 uur (UTC+1) | Israël         | 1 – 2 | Roemenië                         | Pancho Arena, Felcsút (Hongarije) Toeschouwers: 2.921 Scheidsrechter: François Letexier (FRA) Video-assistent: Jérôme Brisard (FRA) |
| 18 november EK-kwalificatie Groep I № 542 «onderlinge duels» 20:45 uur (UTC+1) | Eran Zahavi 2' |       | 10' George Pușcaș 63' Ianis Hagi | Pancho Arena, Felcsút (Hongarije) Toeschouwers: 2.921 Scheidsrechter: François Letexier (FRA) Video-assistent: Jérôme Brisard (FRA) |

|                                                                                |         |                                       |        | |
| 21 november EK-kwalificatie Groep I № 543 «onderlinge duels» 20:45 uur (UTC+1) | Andorra | 0 – 2                                 | Israël | Estadi Nacional, Andorra la Vella Toeschouwers: 568 Scheidsrechter: Sascha Stegemann (GER) Video-assistent: Sören Storks (GER) |
| 21 november EK-kwalificatie Groep I № 543 «onderlinge duels» 20:45 uur (UTC+1) |         | 29' (e.d.) Joan Cervós 81' Gadi Kinda |        | Estadi Nacional, Andorra la Vella Toeschouwers: 568 Scheidsrechter: Sascha Stegemann (GER) Video-assistent: Sören Storks (GER) |

### 2024
|                                                                              |                        |       |                                                                                                 | |
| 21 maart EK-kwalificatie Play-off № 544 «onderlinge duels» 20:45 uur (UTC+1) | Israël                 | 1 – 4 | IJsland                                                                                         | Szusza Ferencstadion, Boedapest (Hongarije) Toeschouwers: 1.226 Scheidsrechter: Anthony Taylor (ENG) Video-assistent: Stuart Attwell (ENG) |
| 21 maart EK-kwalificatie Play-off № 544 «onderlinge duels» 20:45 uur (UTC+1) | Eran Zahavi 31' (pen.) |       | 39' Albert Guðmundsson 42' Arnór Ingvi Traustason 83' Albert Guðmundsson 87' Albert Guðmundsson | Szusza Ferencstadion, Boedapest (Hongarije) Toeschouwers: 1.226 Scheidsrechter: Anthony Taylor (ENG) Video-assistent: Stuart Attwell (ENG) |

|                                                                 |                       |             |        |                            |
| 26 maart Vriendschappelijk «onderlinge duels» 20:45 uur (UTC+1) | Bosnië en Herzegovina | Geannuleerd | Israël | Stadion Grbavica, Sarajevo |
| 26 maart Vriendschappelijk «onderlinge duels» 20:45 uur (UTC+1) |                       |             |        | Stadion Grbavica, Sarajevo |

|                                                                     |                                                         |       |        |                                                                                        |
| 8 juni Vriendschappelijk № 545 «onderlinge duels» 18:00 uur (UTC+2) | Hongarije                                               | 3 – 0 | Israël | Nagyerdei-stadion, Debrecen Toeschouwers: 19.900 Scheidsrechter: Cláudio Pereira (POR) |
| 8 juni Vriendschappelijk № 545 «onderlinge duels» 18:00 uur (UTC+2) | Roland Sallai 11' Barnabás Varga 19' Barnabás Varga 22' |       |        | Nagyerdei-stadion, Debrecen Toeschouwers: 19.900 Scheidsrechter: Cláudio Pereira (POR) |

|                                                                      |             |                                                                    |        |                                                                                    |
| 11 juni Vriendschappelijk № 546 «onderlinge duels» 18:00 uur (UTC+2) | Wit-Rusland | 0 – 4                                                              | Israël | Szusza Ferencstadion, Boedapest Toeschouwers: 0 Scheidsrechter: Tamás Bognár (HUN) |
| 11 juni Vriendschappelijk № 546 «onderlinge duels» 18:00 uur (UTC+2) |             | 6' Guy Melamed 18' Ramzi Safouri 36' Raz Shlomo 82' Mohamad Kanaan |        | Szusza Ferencstadion, Boedapest Toeschouwers: 0 Scheidsrechter: Tamás Bognár (HUN) |

|                                                                                     |                                                                    |       |                             | |
| 6 september UEFA Nations League Groep A2 № 547 «onderlinge duels» 20:45 uur (UTC+2) | België                                                             | 3 – 1 | Israël                      | Nagyerdei-stadion, Debrecen (Hongarije) Toeschouwers: 0 Scheidsrechter: Michael Oliver (ENG) Video-assistent: Jarred Gillett (ENG) |
| 6 september UEFA Nations League Groep A2 № 547 «onderlinge duels» 20:45 uur (UTC+2) | Kevin De Bruyne 21' Youri Tielemans 48' Kevin De Bruyne 52' (pen.) |       | 36' (e.d.) Timothy Castagne | Nagyerdei-stadion, Debrecen (Hongarije) Toeschouwers: 0 Scheidsrechter: Michael Oliver (ENG) Video-assistent: Jarred Gillett (ENG) |

|                                                                                     |                       |       |                                    | |
| 9 september UEFA Nations League Groep A2 № 548 «onderlinge duels» 20:45 uur (UTC+2) | Israël                | 1 – 2 | Italië                             | Bozsik Aréna, Boedapest (Hongarije) Toeschouwers: 2.090 Scheidsrechter: Ivan Kružliak (SVK) Video-assistent: Tomasz Kwiatkowski (POL) |
| 9 september UEFA Nations League Groep A2 № 548 «onderlinge duels» 20:45 uur (UTC+2) | Mohammad Abu Fani 90' |       | 38' Davide Frattesi 62' Moise Kean | Bozsik Aréna, Boedapest (Hongarije) Toeschouwers: 2.090 Scheidsrechter: Ivan Kružliak (SVK) Video-assistent: Tomasz Kwiatkowski (POL) |

|                                                                                    |                    |       |                                                                                      | |
| 10 oktober UEFA Nations League Groep A2 № 549 «onderlinge duels» 20:45 uur (UTC+2) | Israël             | 1 – 4 | Frankrijk                                                                            | Bozsik Aréna, Boedapest (Hongarije) Toeschouwers: 2.226 Scheidsrechter: Nikola Dabanović (MNE) Video-assistent: Ivan Bebek (CRO) |
| 10 oktober UEFA Nations League Groep A2 № 549 «onderlinge duels» 20:45 uur (UTC+2) | Omri Gandelman 24' |       | 7' Eduardo Camavinga 28' Christopher Nkunku 87' Mattéo Guendouzi 89' Bradley Barcola | Bozsik Aréna, Boedapest (Hongarije) Toeschouwers: 2.226 Scheidsrechter: Nikola Dabanović (MNE) Video-assistent: Ivan Bebek (CRO) |

|                                                                                    |                                                                                              |       |                       | |
| 14 oktober UEFA Nations League Groep A2 № 550 «onderlinge duels» 20:45 uur (UTC+2) | Italië                                                                                       | 4 – 1 | Israël                | Stadio Friuli, Udine Toeschouwers: 11.700 Scheidsrechter: Ricardo de Burgos Bengoetxea (ESP) Video-assistent: Carlos del Cerro Grande (ESP) |
| 14 oktober UEFA Nations League Groep A2 № 550 «onderlinge duels» 20:45 uur (UTC+2) | Mateo Retegui 41' (pen.) Giovanni Di Lorenzo 54' Davide Frattesi 72' Giovanni Di Lorenzo 79' |       | 66' Mohammad Abu Fani | Stadio Friuli, Udine Toeschouwers: 11.700 Scheidsrechter: Ricardo de Burgos Bengoetxea (ESP) Video-assistent: Carlos del Cerro Grande (ESP) |

|                                                                                     |           |       |        | |
| 14 november UEFA Nations League Groep A2 № 551 «onderlinge duels» 20:45 uur (UTC+1) | Frankrijk | 0 – 0 | Israël | Stade de France, Saint-Denis Toeschouwers: 16.611 Scheidsrechter: Tobias Stieler (GER) Video-assistent: Sören Storks (GER) |
| 14 november UEFA Nations League Groep A2 № 551 «onderlinge duels» 20:45 uur (UTC+1) |           |       |        | Stade de France, Saint-Denis Toeschouwers: 16.611 Scheidsrechter: Tobias Stieler (GER) Video-assistent: Sören Storks (GER) |

|                                                                                     |                 |       |        | |
| 17 november UEFA Nations League Groep A2 № 552 «onderlinge duels» 20:45 uur (UTC+1) | Israël          | 1 – 0 | België | Bozsik Aréna, Boedapest (Hongarije) Toeschouwers: 675 Scheidsrechter: Sebastian Gishamer (AUT) Video-assistent: Manuel Schüttengruber (AUT) |
| 17 november UEFA Nations League Groep A2 № 552 «onderlinge duels» 20:45 uur (UTC+1) | Yarden Shua 86' |       |        | Bozsik Aréna, Boedapest (Hongarije) Toeschouwers: 675 Scheidsrechter: Sebastian Gishamer (AUT) Video-assistent: Manuel Schüttengruber (AUT) |

### 2025
|                                                                             |                                   |       |                     | |
| 22 maart WK-kwalificatie Groep I № 553 «onderlinge duels» 20:45 uur (UTC+1) | Israël                            | 2 – 1 | Estland             | Nagyerdei-stadion, Debrecen (Hongarije) Toeschouwers: 270 Scheidsrechter: Nikola Dabanović (MNE) Video-assistent: Mario Zebec (CRO) |
| 22 maart WK-kwalificatie Groep I № 553 «onderlinge duels» 20:45 uur (UTC+1) | Karl Hein 23' (e.d.) Eli Dasa 75' |       | 10' Maksim Paskotši | Nagyerdei-stadion, Debrecen (Hongarije) Toeschouwers: 270 Scheidsrechter: Nikola Dabanović (MNE) Video-assistent: Mario Zebec (CRO) |

|                                                                             |                                          |       |                                                                                           | |
| 25 maart WK-kwalificatie Groep I № 554 «onderlinge duels» 20:45 uur (UTC+1) | Israël                                   | 2 – 4 | Noorwegen                                                                                 | Nagyerdei-stadion, Debrecen (Hongarije) Toeschouwers: 1.200 Scheidsrechter: Chris Kavanagh (ENG) Video-assistent: Michael Salisbury (ENG) |
| 25 maart WK-kwalificatie Groep I № 554 «onderlinge duels» 20:45 uur (UTC+1) | Mohammad Abu Fani 55' Dor Turgeman 90+3' |       | 39' David Møller Wolfe 59' Alexander Sørloth 65' Kristoffer Ajer 83' Erling Braut Haaland | Nagyerdei-stadion, Debrecen (Hongarije) Toeschouwers: 1.200 Scheidsrechter: Chris Kavanagh (ENG) Video-assistent: Michael Salisbury (ENG) |

|                                                                           |                  |       |                                                          | |
| 6 juni WK-kwalificatie Groep I № 555 «onderlinge duels» 21:45 uur (UTC+3) | Estland          | 1 – 3 | Israël                                                   | A. Le Coq Arena, Tallinn Toeschouwers: 5.967 Scheidsrechter: Willy Delajod (FRA) Video-assistent: Éric Wattellier (FRA) |
| 6 juni WK-kwalificatie Groep I № 555 «onderlinge duels» 21:45 uur (UTC+3) | Mattias Käit 31' |       | 39' Dan Biton 49' Dan Biton 89' (pen.) Mohammad Abu Fani | A. Le Coq Arena, Tallinn Toeschouwers: 5.967 Scheidsrechter: Willy Delajod (FRA) Video-assistent: Éric Wattellier (FRA) |

|                                                                      |                 |       |           |                                                                                     |
| 10 juni Vriendschappelijk № 556 «onderlinge duels» 20:45 uur (UTC+2) | Israël          | 1 – 0 | Slowakije | Nagyerdei-stadion, Debrecen Toeschouwers: 69 Scheidsrechter: Matteo Marchetti (ITA) |
| 10 juni Vriendschappelijk № 556 «onderlinge duels» 20:45 uur (UTC+2) | Yarden Shua 47' |       |           | Nagyerdei-stadion, Debrecen Toeschouwers: 69 Scheidsrechter: Matteo Marchetti (ITA) |

|                                                                                |          |   |        |                                                                     |
| 5 september WK-kwalificatie Groep I № 557 «onderlinge duels» 21:45 uur (UTC+3) | Moldavië | – | Israël | Zimbrustadion, Chisinau Toeschouwers: n.n.b. Scheidsrechter: n.n.b. |
| 5 september WK-kwalificatie Groep I № 557 «onderlinge duels» 21:45 uur (UTC+3) |          |   |        | Zimbrustadion, Chisinau Toeschouwers: n.n.b. Scheidsrechter: n.n.b. |

|                                                                                |        |   |        |                                                                                     |
| 8 september WK-kwalificatie Groep I № 558 «onderlinge duels» 20:45 uur (UTC+2) | Israël | – | Italië | Nagyerdei-stadion, Debrecen (Hongarije) Toeschouwers: n.n.b. Scheidsrechter: n.n.b. |
| 8 september WK-kwalificatie Groep I № 558 «onderlinge duels» 20:45 uur (UTC+2) |        |   |        | Nagyerdei-stadion, Debrecen (Hongarije) Toeschouwers: n.n.b. Scheidsrechter: n.n.b. |

|                                                                               |           |   |        |                                                                   |
| 11 oktober WK-kwalificatie Groep I № 559 «onderlinge duels» 18:00 uur (UTC+2) | Noorwegen | – | Israël | Ullevaalstadion, Oslo Toeschouwers: n.n.b. Scheidsrechter: n.n.b. |
| 11 oktober WK-kwalificatie Groep I № 559 «onderlinge duels» 18:00 uur (UTC+2) |           |   |        | Ullevaalstadion, Oslo Toeschouwers: n.n.b. Scheidsrechter: n.n.b. |

|                                                                               |        |   |        |                                                    |
| 14 oktober WK-kwalificatie Groep I № 560 «onderlinge duels» 20:45 uur (UTC+2) | Italië | – | Israël | n.n.b. Toeschouwers: n.n.b. Scheidsrechter: n.n.b. |
| 14 oktober WK-kwalificatie Groep I № 560 «onderlinge duels» 20:45 uur (UTC+2) |        |   |        | n.n.b. Toeschouwers: n.n.b. Scheidsrechter: n.n.b. |

|                                                                                |        |   |          |                                                    |
| 16 november WK-kwalificatie Groep I № 561 «onderlinge duels» 20:45 uur (UTC+1) | Israël | – | Moldavië | n.n.b. Toeschouwers: n.n.b. Scheidsrechter: n.n.b. |
| 16 november WK-kwalificatie Groep I № 561 «onderlinge duels» 20:45 uur (UTC+1) |        |   |          | n.n.b. Toeschouwers: n.n.b. Scheidsrechter: n.n.b. |

IFA · A-internationals · Bondscoaches · Statistieken · Israëlisch vrouwenelftal · Olympisch elftal · Israël U21 · Israël U20 · Israël U19 · Israël U18 · Israël U17 · Israël U16
1934 – 1939 · 
1940 – 1949 · 
1950 – 1959 · 
1960 – 1969 · 
1970 – 1979 · 
1980 – 1989 · 
1990 – 1999 · 
2000 – 2009 · 
2010 – 2019 ·
2020 − 2029
WK 1970
1934 · 
1935–1937 · 
1938 · 
1939 · 
1948 · 
1941–1947 · 
1948 · 
1949 · 
1950 · 
1951–1952 · 
1953 · 
1954 · 
1955 · 
1956 · 
1957 · 
1958 · 
1959 · 
1960 · 
1961 · 
1962 · 
1963 · 
1964 · 
1965 · 
1966 · 
1967 · 
1968 · 
1969 · 
1970 · 
1971 · 
1972 · 
1973 · 
1974 · 
1975 · 
1976 · 
1977 · 
1978 · 
1979 · 
1980 · 
1981 · 
1982 · 
1983 · 
1984 · 
1985 · 
1986 · 
1987 · 
1988 · 
1989 · 
1990 · 
1991 · 
1992 · 
1993 · 
1994 · 
1995 · 
1996 · 
1997 · 
1998 · 
1999 · 
2000 · 
2001 · 
2002 · 
2003 · 
2004 · 
2005 · 
2006 · 
2007 · 
2008 · 
2009 · 
2010 · 
2011 · 
2012 · 
2013 · 
2014 · 
2015 ·
2016 ·
2017 ·
2018 ·
2019 ·
2020 ·
2021 ·
2022 ·
2023
Albanië · 
Andorra ·
Argentinië ·
Armenië ·
Australië ·
Azerbeidzjan ·
België ·
Bosnië en Herzegovina ·
Brazilië ·
Bulgarije ·
Chili ·
Colombia ·
Cyprus ·
Denemarken ·
Duitsland ·
Engeland ·
Estland ·
Ethiopië ·
Faeröer ·
Filipijnen ·
Finland ·
Frankrijk ·
Georgië ·
GOS ·
Griekenland ·
Guatemala ·
Honduras ·
Hongarije ·
Hongkong ·
Ierland ·
IJsland ·
India ·
Iran ·
Italië ·
Ivoorkust ·
Japan ·
Joegoslavië ·
Kosovo ·
Kroatië ·
Letland ·
Liechtenstein ·
Litouwen ·
Luxemburg ·
Maleisië ·
Malta ·
Mexico ·
Moldavië ·
Montenegro ·
Myanmar ·
Nederland ·
Nieuw-Zeeland ·
Noord-Ierland ·
Noord-Macedonië ·
Noorwegen ·
Oekraïne ·
Oezbekistan ·
Oostenrijk ·
Pakistan ·
Polen ·
Portugal ·
Roemenië ·
Rusland ·
San Marino ·
Schotland ·
Servië ·
Singapore ·
Slovenië ·
Slowakije ·
Sovjet-Unie ·
Spanje ·
Taiwan ·
Thailand ·
Tsjechië ·
Turkije ·
Uruguay ·
Verenigde Staten ·
Wales ·
Wit-Rusland ·
Zambia ·
Zuid-Afrika ·
Zuid-Korea ·
Zuid-Vietnam ·
Zweden ·
Zwitserland
CONMEBOL: Argentinië · Bolivia · Brazilië · Chili · Colombia · Ecuador · Paraguay · Peru · Uruguay · Venezuela

UEFA: Albanië · Andorra · Armenië · Azerbeidzjan · België · Bosnië en Herzegovina · Bulgarije · Cyprus · Denemarken · Duitsland · Engeland · Estland · Faeröer · Finland · Frankrijk · Georgië · Gibraltar · Griekenland · Hongarije · IJsland · Ierland · Israël · Italië · Kazachstan · Kosovo · Kroatië · Letland · Liechtenstein · Litouwen · Luxemburg · Malta · Moldavië · Montenegro · Nederland · Noord-Ierland · Noord-Macedonië · Noorwegen · Oekraïne · Oostenrijk · Polen · Portugal · Roemenië · Rusland · San Marino · Schotland · Servië · Slovenië · Slowakije · Spanje · Tsjechië · Turkije · Wales · Wit-Rusland · Zweden · Zwitserland

AFC: Australië · China · Irak · Iran · Japan · Libanon · Oezbekistan · Oman · Qatar · Saoedi-Arabië · Syrië · Verenigde Arabische Emiraten · Vietnam · Zuid-Korea

CAF: Algerije · Burkina Faso · Congo-Kinshasa · Egypte · Ghana · Ivoorkust · Kaapverdië · Kameroen · Mali · Marokko · Nigeria · Senegal · Tunesië · Zuid-Afrika

CONCACAF: Canada · Costa Rica · Curaçao · El Salvador · Honduras · Jamaica · Mexico · Panama · Suriname · Verenigde Staten

OFC: Nieuw-Zeeland